# 深流
深流（1981年10月3日—2015年1月5日），原名“刘学深”，中国大陆一名网络漫画家。因在网络漫画平台有妖气连载漫画《琉璃梦》而获得关注，2015年1月8日被发现已猝死在其房间内。

## 发表作品
- 《１/２领地》（已完结）
- 《山海经异闻录》（未完结）
- 《琉璃夜》（未完结）
- 《G点K牛X》（未完结）
- 《鱼肠卷传——同人漫画》（已完结）

## 相关作品
2016年1月9日，以深流为原型的电影《深流不息》在深流辞世的惠东县举行观影会； 随后电影于9月23日在中国大陆公映。